# Götzendorf-Grabowski-Service

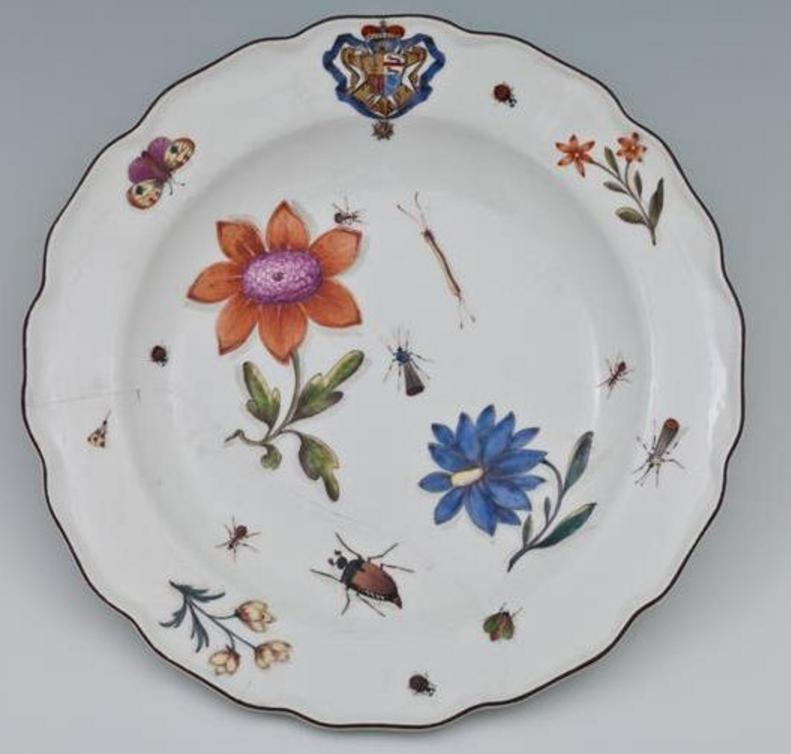
Teller aus dem Götzendorf-Grabowski-Service

Das Götzendorf-Grabowski-Service ist ein Porzellanservice der Königlich-Sächsischen Porzellan-Manufaktur Meissen.

## Geschichte
Das Götzendorf-Grabowski-Service entstand im Jahr 1742 als Geschenk des sächsischen Kurfürsten und polnischen Königs August III. für den Fürstbischof von Ermland, Adam Stanislaus Grabowski aus dem pommerellischen Adelsgeschlecht v. Götzendorf-Grabowski.
Das Götzendorf-Grabowski-Service nimmt alleine bereits deshalb eine besondere Stellung ein, weil nur noch wenige Stücke erhalten sind. Hierdurch stand es stets im Schatten berühmterer Service. 24 Teller des Services waren Teil der umfangreichen Porzellansammlung des Gustav von Klemperer, die in einem im Jahr 1928 erschienenen, ausführlichen Katalog beschrieben wurde.
Die Sammlung wurde im Jahr 1938 durch den Nationalsozialistischen Staat beschlagnahmt. In der Nacht des  13. Februar 1945 stand ein Lastwagen mit vier Kisten gut verpackter Stücke aus der Sammlung Klemperer im Dresdner Schlosshof zum Abtransport bereit, um die Stücke vor der Roten Armee zu retten, wurde jedoch von einer englischen Fliegerbombe getroffen. Daher sind viele Stücke des Porzellans heute nur noch als wieder zusammengefügte Scherben erhalten.

## Gestaltung
Auf den Tellern erscheint auf dem Rand das persönliche Wappen Adam Stanislaus Grabowskis: Gevierter Schild mit dem Stammwappen derer von Götzendorf-Grabowski und der Familie v. Kleist (Familie seiner Mutter Barbara v. Kleist). Die Wappenkartusche ist umrahmt von dem ihm im Jahr 1740 verliehenen polnischen Weißen Adlerorden, dahinter Bischofsstab und Schwert.
Für das Service charakteristisch ist ein Dekor mit einheimischen Gartenblumen und Insekten, das auf Vorlagen in dem Blumenbuch der Magdalena Rosina Funck zurückgeht. Die Vorlage befindet sich jetzt in der Dumbarton Oaks Research Library.